# Lợn vòi Baird
Lợn vòi Baird (danh pháp khoa học: Tapirus bairdii) là một loài lợn vòi bản địa Trung Mỹ và bắc Nam Mỹ. Nó là một trong ba loài lợn vòi Mỹ Latin, trong họ Tapiridae, bộ Perissodactyla. Loài này được Gill mô tả năm 1865.
Heo vòi Baird được đặt theo tên nhà tự nhiên học người Mỹ Spencer Fullerton Baird, người đi du lịch đến México vào năm 1843 và quan sát loài này. Tuy nhiên, các loài lần đầu tiên được ghi nhận bởi một nhà tự nhiên học người Mỹ, WT trắng. Loài lợn vòi là động vật có vú đất lớn nhất ở Trung Mỹ.